# Ljustjärnen, Härjedalen
Ljustjärnen är en sjö i Härjedalens kommun i Härjedalen och ingår i Ljusnans huvudavrinningsområde.